# Ryan Evans (baloncestista)
Ryan Evans (Chicago, Illinois, 19 de junio de 1990) es un jugador de baloncesto estadounidense que pertenece a la plantilla del Bakken Bears de la Basketligaen, la primera categoría del baloncesto danesa. Con 2,03 metros de estatura, juega en la posición de alero.

## Trayectoria deportiva

### Universidad
Jugó cuatro temporadas con los Badgers de la Universidad de Wisconsin, en las que promedió 7,0 puntos, 4,9 rebotes y 1,2 asistencias por partido. En su última temporada fue incluido en el mejor quinteto del Torneo de la Big Ten Conference.

### Profesional
Tras no ser elegido en el Draft de la NBA de 2013, sí lo fue en el Draft de la NBA D-League en la séptima posición de la segunda ronda por los Erie BayHawks, quienes lo traspasaron a los Sioux Falls Skyforce, donde jugó una temporada en la que promedió 8,5 puntos y 4,4 rebotes por partido.
Al año siguiente disputó las Ligas de Verano de 2014 con los Minnesota Timberwolves, participando en cuatro partidos en los que promedió 1,5 puntos por partido. Posteriormente firmó con el Maccabi Ra'anana de la Liga Leumit, la segunda división del baloncesto israelí, donde jugó once partidos, en los que promedió 20,8 puntos y 8,4 rebotes por partido, hasta que en enero de 2015 fichó por el Atomerőmű SE de la liga húngara, donde acabó la temporada promediando 13,0 puntos y 5,9 rebotes por partido.
En julio de 2015 fichó por el Saint-Quentin Basket-Ball de la Pro B francesa, donde jugó una temporada en la que promedió 14,7 puntos y 7,3 rebotes por partido. Al año siguiente permaneció en Francia, pero ascendió a la Pro A al fichar por el Hyères-Toulon Var Basket.
Tras jugar la temporada 2017-18 en las filas del Cholet Basket de la LNB Pro A, en julio de 2018 firma un contrato de larga duración por el Bakken Bears de la Basketligaen, la primera categoría del baloncesto danesa.